# Naama (Genesi)

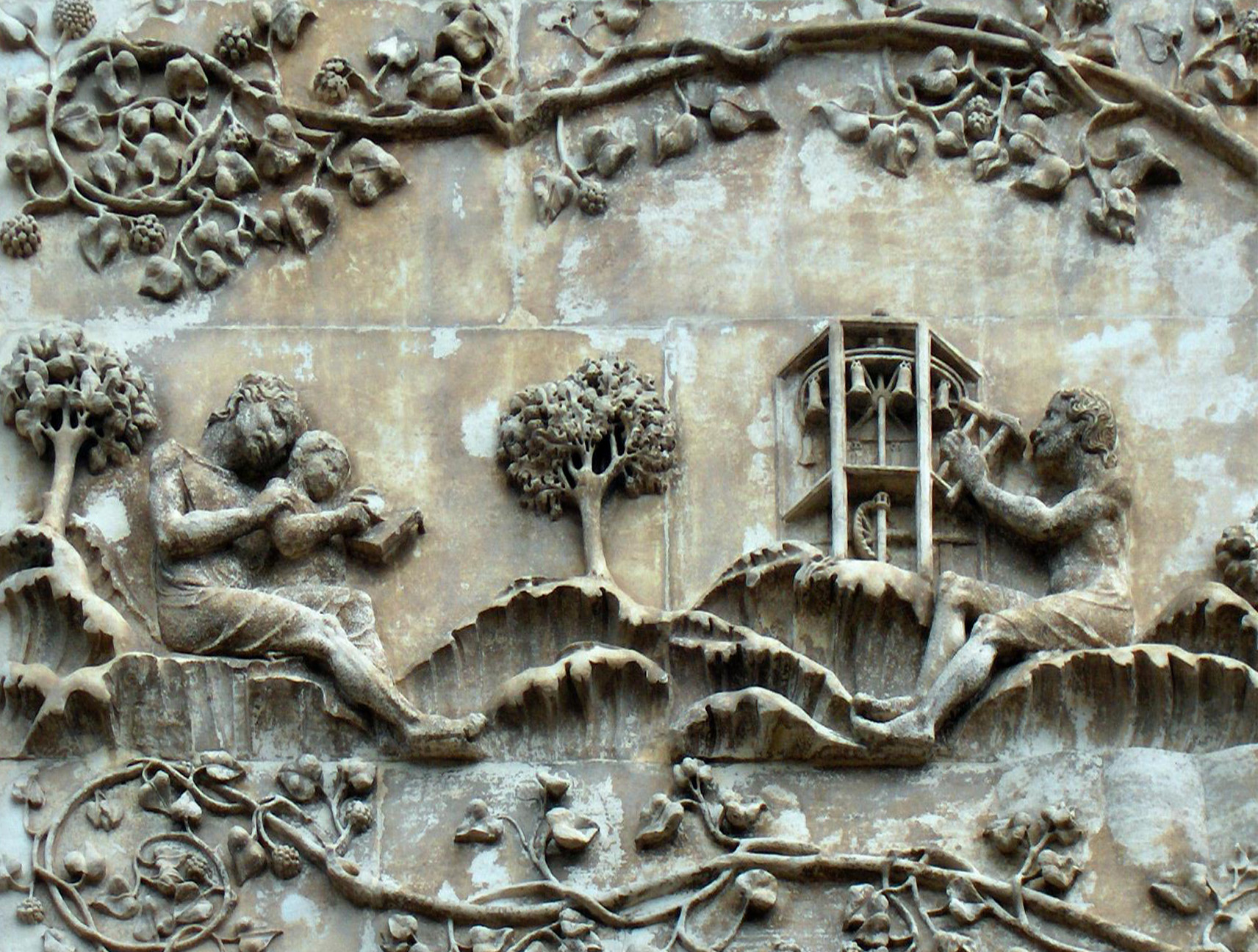
Bassorilievo maromoreo della Cattedrale di Orvieto raffigurante Naama come maestra di lettura insieme al fratellastro Iubal, maestro di musica.

Naama (in ebraico: נַעֲמָה ; trasl.: Naʿămāh) è una figura femminile menzionata un'unica volta nella Bibbia ebraica, in corrispondenza del verso Genesi 4.22.
Discendente dalla stirpe di Caino, era figlia di Lamech e Zilla e l'unica femmina. Tubal-cain era suo fratello, mentre Iubal e Iabal erano i suoi fratellastri, figli di Ada, altra moglie di Lamech.

## Teoria
Gordon Wenham affermò che il motivo della sua menzione biblica rimane oscuro, mentre R.R. Wilson suggerì che il narratore intendeva semplicemente offrire una genealogia equilibrata osservando che entrambe le mogli di Lamech avevano avuto due figli.
Il primo midrash ebraico Genesis Rabbah (23.3) identificò la Naama figlia di Lamech e sorella di Tubal-cain con la moglie di Noè, che perpetuò la stirpe di Caino dopo il diluvio universale, come attestato anche dal commento di Rashi al verso di Genesi 4:22; altre tradizioni ebraiche, invece, associano la sua figura con il canto.
La Naama menzionata nella Bibbia è una discendente di Caino. Tuttavia un midrash medievale nomina una Naama della stirpe di Seth quale moglie di Noè, nome condiviso con la figlia di Enoch, nonno di Noè.
Il teologo del XVII secolo John Gill avanzò l'ipotesi secondo la quale Naama avrebbe dovuto essere identificata con la moglie di Cam, il secondogenito di Noè.
Tubal-cain è considerato il primo fabbro della storia dell'umanità, mentre i suoi fratellastri Iabal e Iubal sono stati rispettivamente classificati come gli inventori della pastorizia e della musica. A Nahamma fu attribuito l'invenzione della filatura e della tessitura.

Secondo la tradizione occultistica Naama (che in ebraico significa "bella", "piacente") sarebbe stata una figura femminile di eccezionale avvenenza, una delle quattro madri di creature demoniache, insieme ad Agrat, Mahalath e Lilith: il Sefer ha-Zohar narra che si sarebbe accoppiata con gli angeli caduti Azael e Azazel per generare demoni. Concubina del demone Samael, custode delle prostitute, da una relazione incestuosa con il fratello Tubal-cain avrebbe generato il demone Asmodeo.
Nell'ebraico moderno Naamah è usato come nome femminile.